# Račice (Třebíč)
Račice é uma comuna checa localizada na região de Vysočina, distrito de Třebíč.